# Sphagnum antiquasporites
Sphagnum antiquasporites là một loài rêu trong họ Sphagnaceae. Loài này được L.R. Wilson & R.M. Webster mô tả khoa học đầu tiên năm 1946.
Danh pháp khoa học của loài này chưa được làm sáng tỏ. 